# Artistique-Europameisterschaft 1952

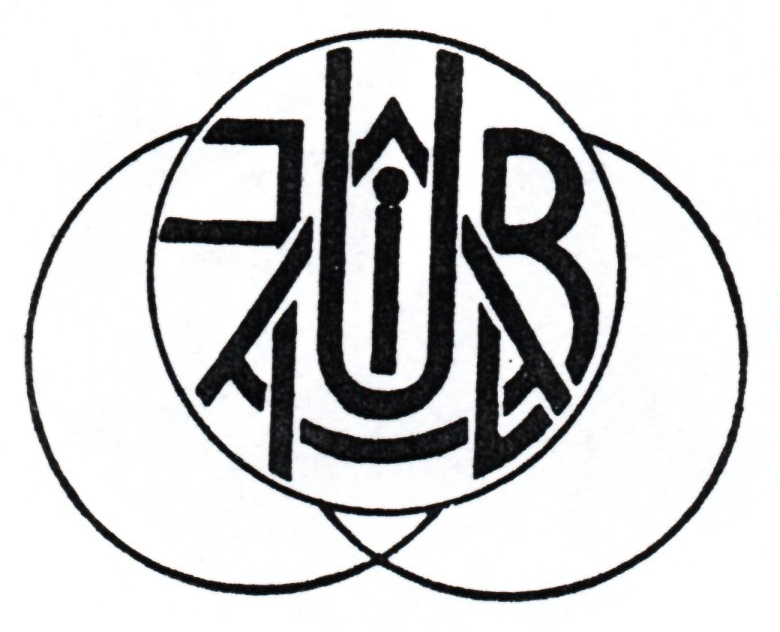
Logo UIFAB (ausrichtender Verband)

Veranstaltungsort: Bordeaux

Die Billard-Artistique-Europameisterschaft 1952 war das sechste Turnier in dieser Disziplin des Karambolagebillards und fand vom 19. Juni bis zum 22. Juni 1952 in Bordeaux statt.

## Modus
Gespielt wurden 64 verschiedene Figuren mit verschiedenen Punktewertungen. Jeder Teilnehmer hatte pro Figur vier Versuche. Die maximale Punktzahl betrug 500 Punkte.

Gewertet wurde wie folgt:
1. Punkte = Erzielte Punkte
2. Versuche = Anzahl der gespielten Versuche
3. gelöste Figuren = gelöste Figuren
4. HS = Punkte der nacheinander gelösten Figuren
5. % = Prozentual gelöste Figuren

## Abschlusstabelle
| Platz                        | Name                 | Punkte | Versuche | gel. Figuren | HS | %       |
| ---------------------------- | -------------------- | ------ | -------- | ------------ | -- | ------- |
| 1                            | Joaquín Domingo      | 267    | 186      | 37           | 32 | 53,40 % |
| 2                            | René Vingerhoedt     | 254    | 194      | 35           | 44 | 50,80 % |
| 3                            | Roger de Becker      | 233    | 191      | 34           | 40 | 46,60 % |
| 4                            | Raymond Steylaerts   | 233    | 207      | 33           | 23 | 46,60 % |
| 5                            | Piet Kruythof        | 171    | 214      | 25           | 30 | 34,20 % |
| 6                            | Richard Kron         | 156    | 219      | 22           | 24 | 31,20 % |
| 7                            | Francisco Munte      | 146    | 224      | 22           | 29 | 29,20 % |
| 8                            | Raimond van Overloop | 132    | 210      | 21           | 29 | 26,40 % |
| 9                            | August Tiedtke       | 119    | 226      | 19           | 22 | 23,80 % |
| 10                           | Guy Lachmann         | 92     | 227      | 14           | 19 | 18,40 % |
| Turnierdurchschnitt: 36,06 % |                      |        |          |              |    |         |